# Жое Буске
Жое Буске (фр. Joë Bousquet, 19 березня 1897, Нарбонна — 28 вересня 1950, Каркассонн) — французький поет, прозаїк, літературний і художній критик.

## Біографія
Поранений у кінці Першої світової війни німецької кулею в хребет, залишився у віці двадцяти одного року паралізованим на все життя. Полегшував напади болю опіумом. Був близький до сюрреалістів, спілкувався і листувався з Андре Жидом, Полем Валері, Жаном Поланом, П'єром Жаном Жувом, Андре Бретоном, Елюаром, Луї Арагоном, Максом Ернстом, Маґріттом, Сімоною Вейль та ін. Навколо нього склалося співтовариство літописців сюрреалізму, а також істориків релігійного розколу і єресей в Європі — руху катарів тощо (Рене Неллі, Франсуа Альці). Портрети Буске залишили Жан Дюбюффе і Рене Іше.
Іменем письменника названа вулиця в Каркассонні. У його будинку відкрито меморіальний музей.
Творчість Буске мала певний вплив на Моріса Бланшо, Жиля Делёза, Алена Роб-Ґріє та ін.

## Твори
- Le mal d'enfance, 1939, ілюстрації Рене Іше)
- Traduit du silence, 1941
- Lettres à poisson d'or, 1967
- Le Pays des armes rouillées, 1969
- Lettres à Jean Cassou, 1970
- Mystique, 1973
- Lettres à Carla Suarès, 1973
- Lettres à Stéphane et à Jean, 1975
- La Romance du seuil, 1976
- Le Roi du sel, 1977
- Lettres à Marthe, 1978
- Isel, 1979
- Œuvre romanesque complète (4 томи), 1979–1984
- Le Bréviaire bleu, 1978
- Le Médisant par bonté, 1980
- Notes d'inconnaissance, 1981
- La Connaissance du soir, 1981
- À Max-Philippe Delatte, 1981
- Langage entier, 1981
- Le Sème-chemin, 1981
- Note-book, 1983
- Lumière, infranchissable pourriture et autres essais sur Jouve, 1987
- La Nacre du sel, 1988
- Exploration de mon médecin, 1988
- Deux lettres à Lucie Lauze, 1988
- Le Meneur de lune, 1989
- Lettres à Magritte, 1981
- Papillon de neige, 1980
- D'un regard l'autre, 1982
- Un amour couleur de thé, 1984
- Deux lettres à un ami, 1991
- Le Galant de neige, 1995
- Les Capitales, 1996
- Le Cahier noir, La Musardine, 1996
- L’Œuvre de la nuit, 1996
- René Daumal, 1996

## Листування
- Lettres à Jean Cassou, 1971.
- Lettres à Carlo Suarès, 1973.
- Lettres à Stéphane et à Jean, Editions Albin Michel, 1975.
- A Max-Philippe Delatte, 1981.
- Lettres à une jeune fille, Grasset, 2008.

## Українські переклади
Українською деякі вірші Жое Буске перекладав Роман Осадчук.